# 王嵯顛
王嵯顛（？—859年），一作王嵯巔、王苴顛，南詔權臣。
王嵯顛本是南詔國的弄棟（在今雲南省姚安縣北）節度使，其族屬不詳，一說為白蠻（白族祖先），一說是烏蠻（彜族祖先）。南詔王勸龍晟荒淫無道，他於816年起兵殺之，立其弟勸利晟為王。勸利晟繼位後任清平官，賜姓蒙，又称蒙嵯颠，封大容（「大兄」之意），南詔大權落入其手中。824年勸利晟去世後，立其弟勸豐祐為王。
829年，南詔大舉入侵唐朝，連陷巂（治越巂，今四川越西）、戎（治僰道，今四川宜賓）二州。唐朝的劍南西川節度使杜元穎領兵至邛州（治臨邛，今四川邛崍）與南詔交戰，大敗，邛州被南詔佔領。隨後南詔兵北上攻入了成都外城，擄掠大量人口、工匠、財物而歸。使“成都以南，越巂以北，八百里之内，民畜皆空”。這些俘虜使唐朝的文化、工藝得以在南詔廣泛傳播。
859年勸豐祐去世，世隆繼位，仍由王嵯顛攝政，不久被大將段宗榜殺死。南诏政权从此落入段氏手中。